# Homokóra-bagoly
A homokóra-bagoly (Dysgonia algira)  a rovarok (Insecta) osztályának a lepkék (Lepidoptera) rendjéhez, ezen belül a bagolylepkefélék (Noctuidae) családjához tartozó faj.

## Elterjedése
Európában (elsősorban Dél-Európában), Észak-Afrikában és a Közel-Keleten.

## Megjelenése
Szárnyfesztávolsága: 38–44 mm. A fejt és test sötétbarna. Az első szárnyak szélesek, viszonylag éles csúcsúak. A tojás szürkésbarna. A  karcsú testű, barna hernyó 42-48 milliméter hosszú. A báb vöröses-barna.

## Életmódja
A lepkék áprilistól októberig, éjszaka repülnek,  két-három nemzedékük van.  A hernyók tápnövényei: a szeder (Rubus fruticosus agg.), a fűz (Salix), gránátalma (Punica), csoda-fa (Ricinus communis) és fűszernövények (Parietaria), Genista, Lythrum fajok. A bebábozódás lazán szőtt gubóban zajlik le, a báb telel át.

## Fordítás
- Ez a szócikk részben vagy egészben  a   Dysgonia algira című német Wikipédia-szócikk fordításán alapul.  Az eredeti cikk szerkesztőit annak laptörténete sorolja fel. Ez a jelzés csupán a megfogalmazás eredetét és a szerzői jogokat jelzi, nem szolgál a cikkben szereplő információk forrásmegjelöléseként.